# Fishing stage

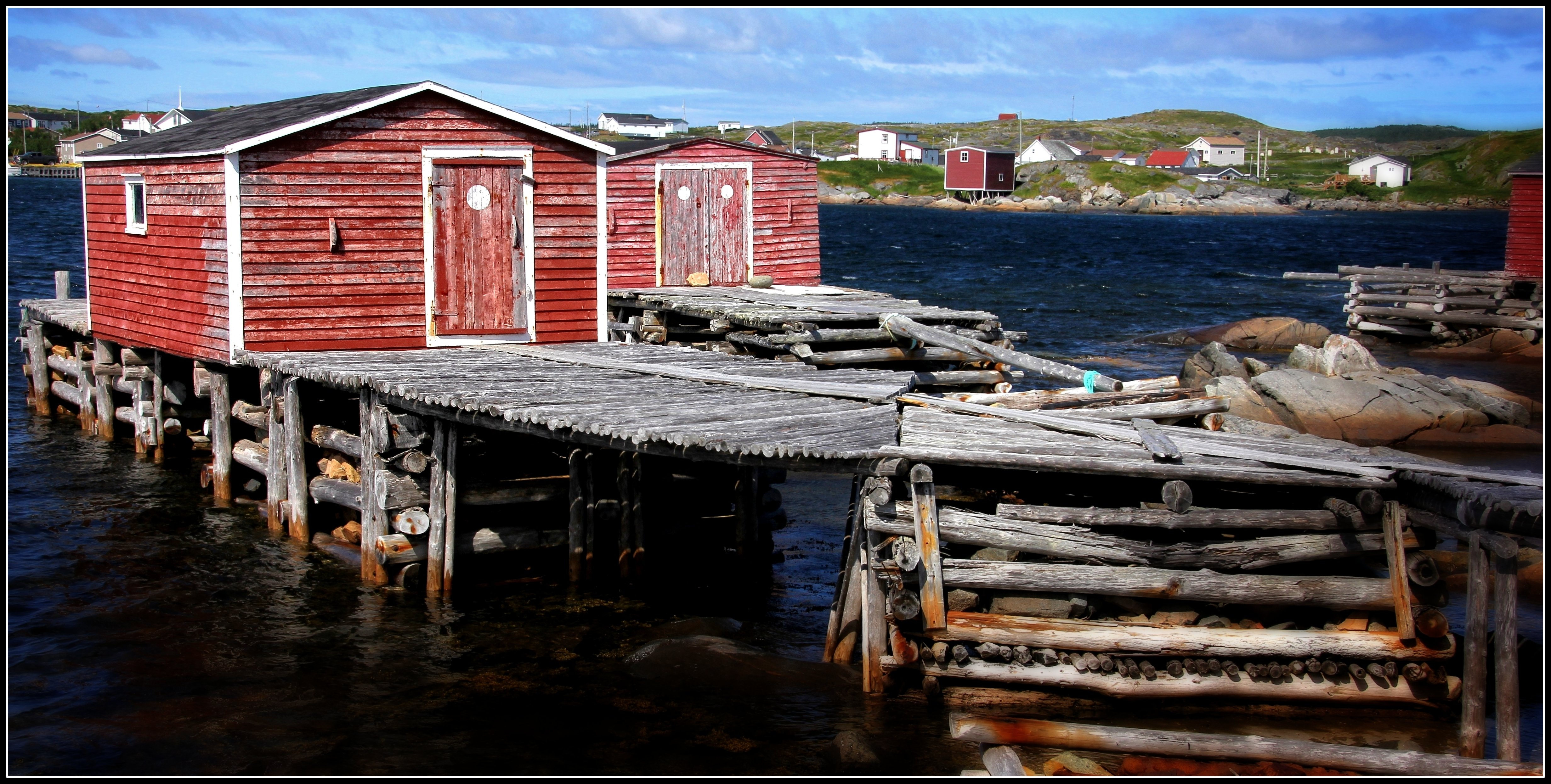
Voorbeeld van een volledig boven water (op een pier gebouwde) fishing stage (Tilting, Fogo Island)

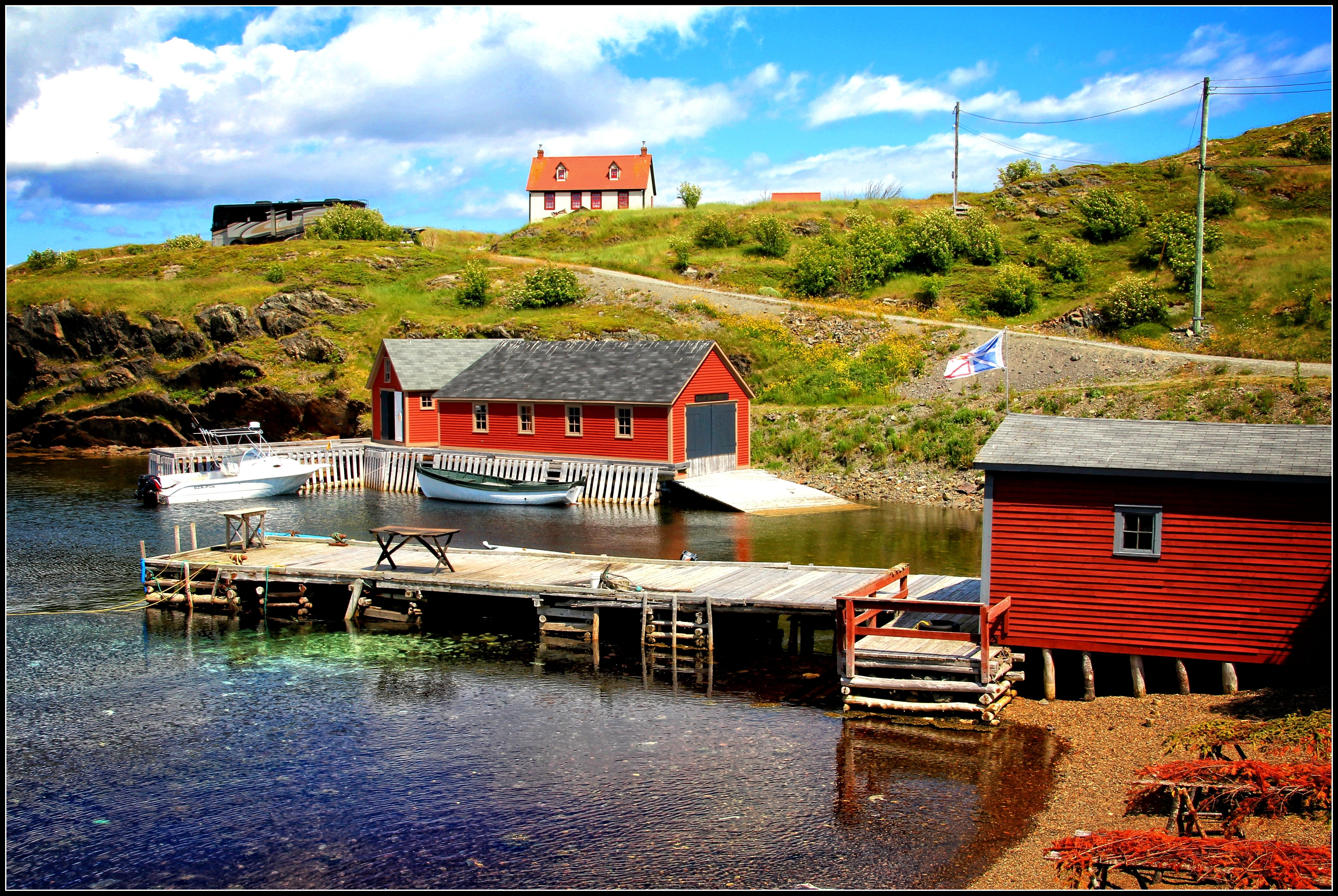
Voorbeeld van fishing stages gebouwd op de kustrand met een pier die naar dieper water leidt (Trinity, schiereiland Bonavista)

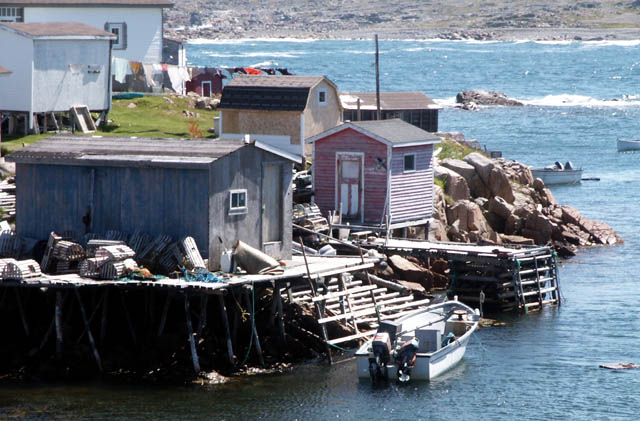
Voorbeeld van deels boven water gebouwde fishing stages (Fogo, Fogo Island)

Een fishing stage is een houten bouwwerk dat typisch is voor de vernaculaire architectuur van de outports aan de kusten van Newfoundland (Canada). Het is een voorbeeld van de ruige traditionele gebouwen die worden geassocieerd met de onlosmakelijk aan de Newfoundlandse cultuur verbonden kabeljauwvisserij. De term kan vertaald worden als "vis(serij)podium" of "vis(serij)platform".

## Functie en uitzicht
De fishing stages bevinden zich langs de kust aan de rand van het water. Ze zijn gebouwd bovenop een op houten palen rustend platform. In natuurlijke havens die vrij steil zijn bevinden ze zich meestal deels boven water en deels boven vaste grond. Daar waar de kustwateren slechts geleidelijk aan dieper worden staan ze vaak een eind van de kust op een meterslange pier. In sommige gevallen is het andersom en staan de stages zelf aan de kustrand en gaat enkel een pier meters ver in zee.
De reden hiervoor is dat vissersboten onmiddellijk aan de stage zelf kunnen aanleggen. De kabeljauw kan dan direct van het schip naar het gebouw overgeladen worden, waarna hij in de fishing stage zowel gedood als volledig verwerkt wordt.
Traditioneel worden ze rood geschilderd, al komen ze soms ook in andere kleuren voor. De gemeente Change Islands noemt zichzelf de "fishing stage-hoofdstad van de wereld". Er bevinden zich zo'n 200 fishing stages en fishing stores (opslagplaatsen).

## Vergelijking met andere bijgebouwen
De Newfoundlandse fishing stages zijn een uniek type van bijgebouw binnen zowel de Britse als Noord-Amerikaanse primaire sector. Dit onder andere omdat zowel het slachten als de verwerking van een geoogst dier binnen deze ruimte plaatsvindt, omdat de bouwwerken slechts enkele maanden per jaar (in de zomer) gebruikt worden, en omdat ze nooit gebruikt worden om vee te huisvesten.